# Burg Tepenec
Die Burg Tepenec, ursprünglich Twingenberg, volkstümlich Karlsburg, befand sich zwischen den Ortschaften Domašov u Šternberka und Jívová auf dem Tepenec (Rottberg, 504 m) im Niederen Gesenke in Tschechien.

## Geographie
Die Reste der Höhenburg befinden sich zweieinhalb Kilometer südwestlich von Jívová in der Domašovská vrchovina (Domstadtler Bergland) über der Mündung des Baches Jívovský potok in den Trusovický potok. Nordwestlich erhebt sich die Koruna (573 m).

## Geschichte
Archäologische Untersuchungen brachten zu Tage, dass sich am Tepenec Wallanlagen einer spätbronzezeitlichen Burgstätte befinden, über die keine näheren Erkenntnisse vorliegen.
Durch das Tal Bělkovické údolí des Trusovický potok, der im Mittelalter als Temenice bezeichnet wurde, führte der seit 1220 als Gywowska cesta nachweisbare Handelsweg von Olmütz über das Gebirge in die Provinz Troppau. Zum Schutze dieser zur Bernsteinstraße gehörenden Verbindung entstand auf dem Rotiberg eine Wachtfeste. Um 1270 gehörte der Rotiberg mit den zugehörigen Dörfern Bělkovice und Domašov nad Bystřicí dem Vater des Olmützer Domdechanten Budislaw. Dieser schenkte das um 1290 ererbte Gut der Olmützer Kirche.
Im Jahre 1340 kaufte Markgraf Karl den Rotiberg von seinem Stiefonkel Bischof Jan Volek, um darauf eine markgräfliche Burg anzulegen. Der übrige Teil des Gutes mit allen Untertanen verblieb beim Bistum. Die 1346 fertiggestellte und nach einer luxemburgischen Burg als Twingenberg benannte Burg wurde zu einem markgräflichen Verwaltungszentrum und Zoll- und Marktstätte. Die deutschen Bewohner der Umgebung nannten die Burg nach ihrem Gründer recht bald Karlsburg. 1349 übernahm Karls Bruder Johann Heinrich als neuer Markgraf die Karlsburg. 1371 überschrieb er seinem Sohn Johann Sobieslaus die Burg. Erstmals als Tepenec nachweisbar ist die Burg im Jahre 1391. Nach Johann Sobieslaus Ermordung brachen zwischen seinen Brüdern Markgraf Jobst und Prokop Machtkämpfe aus, bei denen die Burg zum Ende des 14. Jahrhunderts ruiniert wurde. Im Jahre 1405 wurde sie als wüst bezeichnet.
In einer Zeichnung in der Forstkarte von 1724 ist die Burg Tepenec noch in voller Höhe abgebildet. Neben dem natürlichen Verfall beschleunigte der seit dem 19. Jahrhundert am Rottberg betriebene Steinbruch den Untergang der Burg. Die hier gewonnene Grauwacke wurde für die Trottoire und Straßenpflaster in Olmütz sowie als Wegeschotter verwendet. Der Besitzer der Herrschaft Dollein, Philipp Ludwig Graf Saint-Genois d’Aneaucourt ließ 1825 auf dem Tepenec einen als Philippspyramide bezeichneten Obelisken aufstellen und daneben den nach seiner Frau benannten Johannatempel, einen Nachbau eines antiken Tempels errichten. Neben verschiedenen Waffenresten wurden 1833 ein Dolch und eine Bronzekette im Schutt gefunden. 1839 beschrieb Gregor Wolny, dass die Grundmauern, der Wallgraben, Brunnen und Hofraum noch deutlich zu erkennen seien. Die Reste des Burgkernes fielen in den 1960er Jahren dem Steinbruch zum Opfer. Da fast der gesamte Berg abgebaut wurde, sind von der Burg nur noch Mauerreste des Eingangstores und von Vorbefestigungen sowie des ein in den Fels eingehauen Burggrabens sowie Wälle erhalten.

## Bauliche Anlagen
Der auf einem Felshang gestandene von einer zwei Meter starken Mauer umgebene Burgkern hatte eine Ausdehnung von 30 × 19 Metern. Die stufenförmig angelegte Vorburg war von anderthalb Meter starken Mauern mit Fortifikationen von 15 × 12 Meter Ausdehnung umgeben. Nach außen war die Anlage durch Basteien und einen acht Meter breiten Burggraben geschützt. Die Vorbefestigungen dehnten sich bis zu 370 m vor der Vorburg aus und erstreckten sich auf einer Breite von 110 Meter über den gesamten Rücken des Tepenec.